# Theodor Skorzisko
Theodor Skorzisko (* 9. September 1899 in Raschlowitz, Landkreis Neustadt O.S.; † 1941 laut amtlicher Toterklärung) war ein kommunistischer Politiker. Zwischen 1931 und 1932 war er Mitglied der Hamburgischen Bürgerschaft. Als Widerstandskämpfer wurde er ein Opfer des Nationalsozialismus.

## Leben
Skorzisko besuchte nach dem Volksschulabschluss zunächst eine landwirtschaftliche Fachschule, war aber anschließend als Elektromonteur tätig. Im September 1931 wurde er als Abgeordneter der KPD in die Hamburgische Bürgerschaft gewählt. Er schied jedoch bereits nach den Neuwahlen im April 1932 aus, als die KPD neun Sitze verlor.  Während seiner kurzen Mitgliedschaft in der Bürgerschaft gehörte er der „Kommission zur Festsetzung der Mieten“ an und hatte das Amt eines stellvertretenden Vorstandsmitglieds der „Hamburgischen Beleihungskasse für Hypotheken“ inne.
Nach der Machtübernahme der Nationalsozialisten und dem Verbot der KPD gehörte er als politischer Leiter einer Parteizelle in Eppendorf an.  Er wurde zweimal in „Schutzhaft“ genommen, zunächst am 15. Mai 1933 für fünf Monate und zum zweiten Mal Ende März 1934. Am 15. September 1934 wurde er erneut verhaftet, wegen illegaler politischer Tätigkeit angeklagt und 1935 zu 18 Monaten Gefängnis verurteilt. Direkt nach seiner Freilassung emigrierte er nach kurzem Aufenthalt bei Verwandten im oberschlesischen Gleiwitz über Polen in die Tschechoslowakei. 1936 brach der Kontakt zu seiner Familie ab.
1939 floh er angesichts der völkerrechtswidrigen Besetzung Tschechiens durch die Nationalsozialisten  nach Paris, wo er bis 1940 in Emigrantenkreisen aktiv gewesen sein soll.  Anfang 1940 wurde er mit einer schweren Lungenentzündung in ein Pariser Krankenhaus eingeliefert. Die Stationen seines weiteren Lebens sind ungeklärt. Möglicherweise wurde er von der französischen Polizei verhaftet und kam nach der deutschen Besetzung von Paris in einem Internierungslager um.
Skorzisko hinterließ eine Frau und zwei Söhne. Nach dem Ende des Zweiten Weltkriegs wurde er auf Antrag der Hinterbliebenen für tot erklärt und als Sterbedatum der 31. Dezember 1941 festgelegt.

## Postume Ehrungen

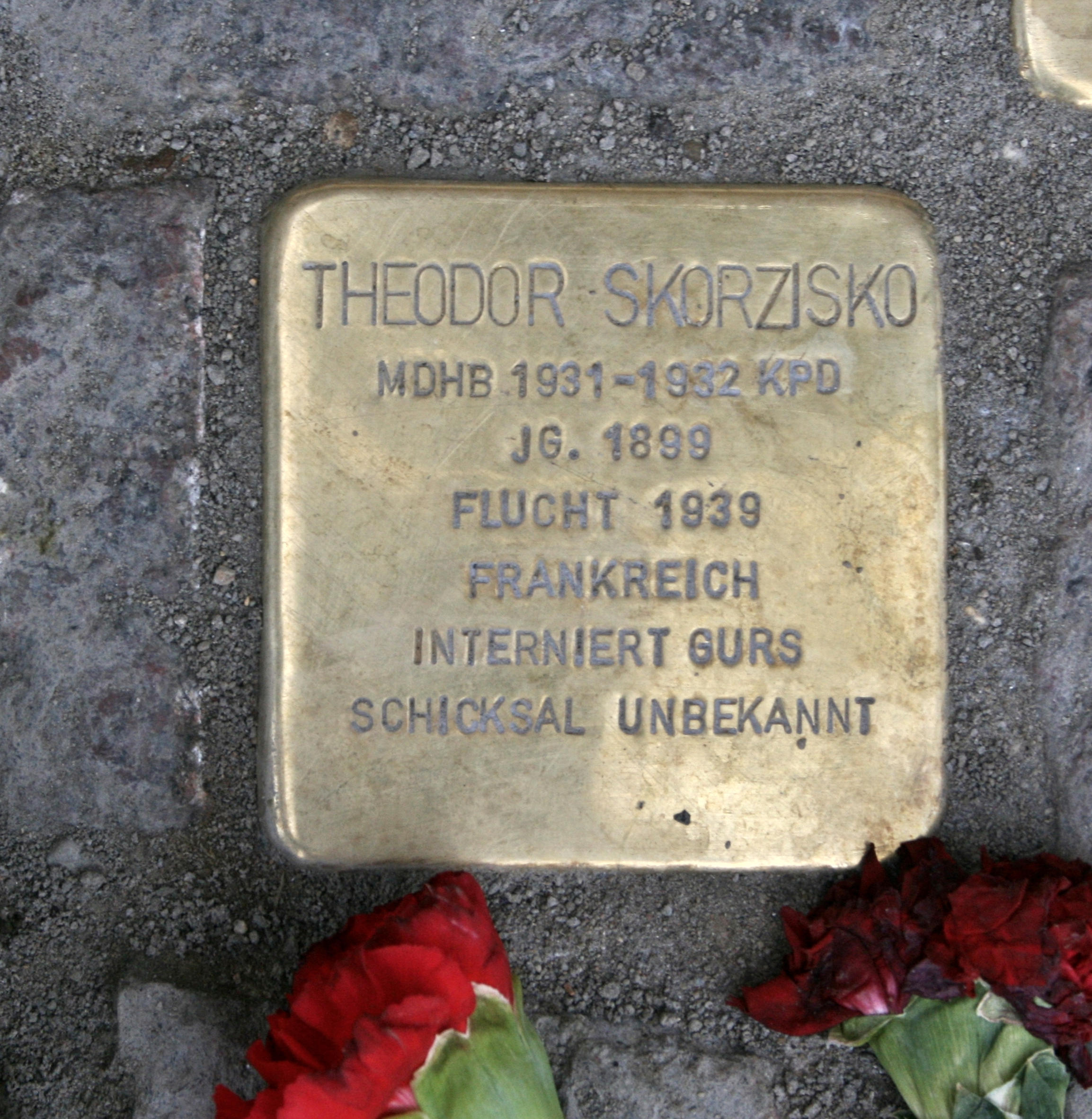
Stolperstein für Theodor Skorzisko vor dem Hamburger Rathaus

Zum Gedenken an die ermordeten Mitglieder der Hamburgischen Bürgerschaft verlegte Gunter Demnig am 8. Juni 2012 einen Stolperstein für Theodor Skorzisko links neben dem Haupteingang des Hamburger Rathauses.